# Aphytis columbi
Aphytis columbi är en stekelart som först beskrevs av Girault 1932.  Aphytis columbi ingår i släktet Aphytis och familjen växtlussteklar. Inga underarter finns listade i Catalogue of Life.